# Nissan Micra

De Nissan Micra is een auto uit de compacte klasse van de Japanse fabrikant Nissan. Het instapmodel is vanaf 2017 aan de vijfde generatie bezig. De auto kenmerkt zich door zuinigheid en relatief veel binnenruimte voor een kleinere auto. In Japan wordt deze auto verkocht onder de naam Nissan March.

## K10
De Nissan Micra K10 was de eerste generatie van de Nissan Micra. Verkrijgbaar in drie- of vijfdeurs versie.
De motoren waren de 1000 cc en een 1200 cc motor.
Dit model werd gemaakt van 1983 tot 1992.
De automaat-versie was uitgerust met een drietraps versnellingsbak.
Van dit model was er ook een snel model met een 900cc twincharger motor, die zowel een turbolader en een supercharger had, de Micra Super Turbo. Deze had 110 pk.

## K11

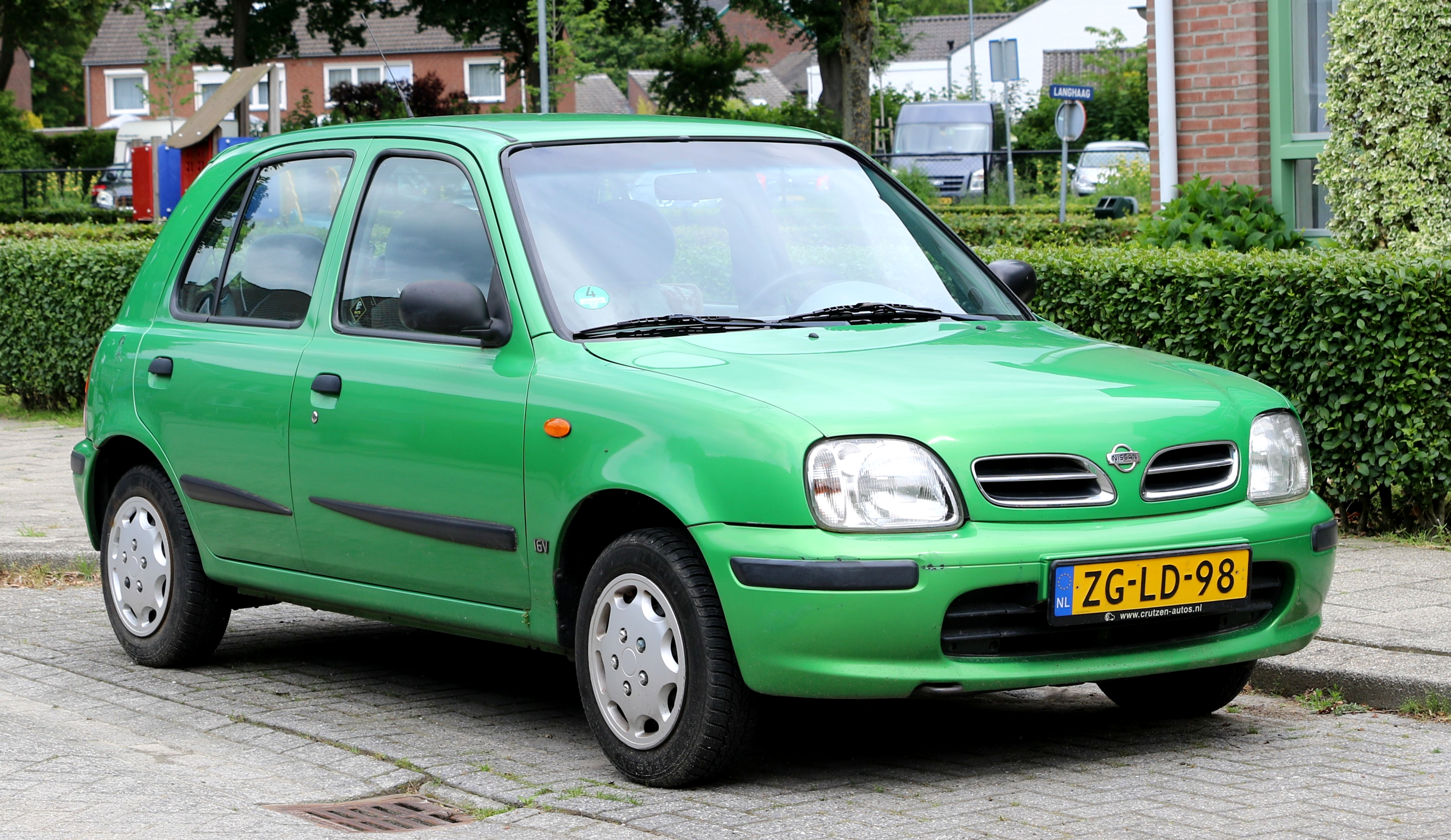
K11 5-deurs

De tweede generatie Nissan Micra, de K11, kenmerkte zich door de ronde vormen. Dit model was in productie van 1992 tot 2002. In Nederland was de K11 alleen verkrijgbaar in een drie- en vijfdeurs hatchback uitvoering. Dit was de eerste Micra met het onderstel gedeeld met Renault. In Japan was de K11 tevens verkrijgbaar als cabriolet, station-wagon ( W-K11 Micra Box), sedan en pick-up. In 1995 kreeg de K11 de eerste kleine face-lift (onder andere de grille). In 1998 was de facelift grondiger wat resulteerde in onder andere een nieuw interieur, grotere koplampen, een motorkap met daarin twee losse grilles, nieuwe bumpers en nieuwe achterlichten. In 2002 onderging de K11 een laatste kleine face-lift.
De Micra K11 staat bekend als de eerste Japanner die de titel heeft gekregen van Auto van het jaar.
Als motoren waren er eerst alleen een 1000 cc (CG10DE) en een 1300 cc (CG13DE) verkrijgbaar, later werd de 1300 cc vervangen door een 1400 cc (CGA3DE). Alle benzinemotoren waren voorzien van zestien kleppen (16V) met dubbele nokkenas (twincam). Ook een 1500 cc diesel werd later geïntroduceerd, deze had geen turbo en kwam van Peugeot.
De automaat-versie was uitgerust met een CVT-versnellingsbak.
In Taiwan is de Micra K11 sinds 2005 opnieuw verkrijgbaar omdat de K12 niet gewild is in Taiwan. Deze Micra K11, genaamd Super March, is totaal vernieuwd met onder andere nieuwe koplampen, digitaal dashboard, nieuw interieur, LED achterlichten en knipperlichten in de spiegels. De Super March is verkrijgbaar met de oorspronkelijke 1300 cc (CG13DE) motor.

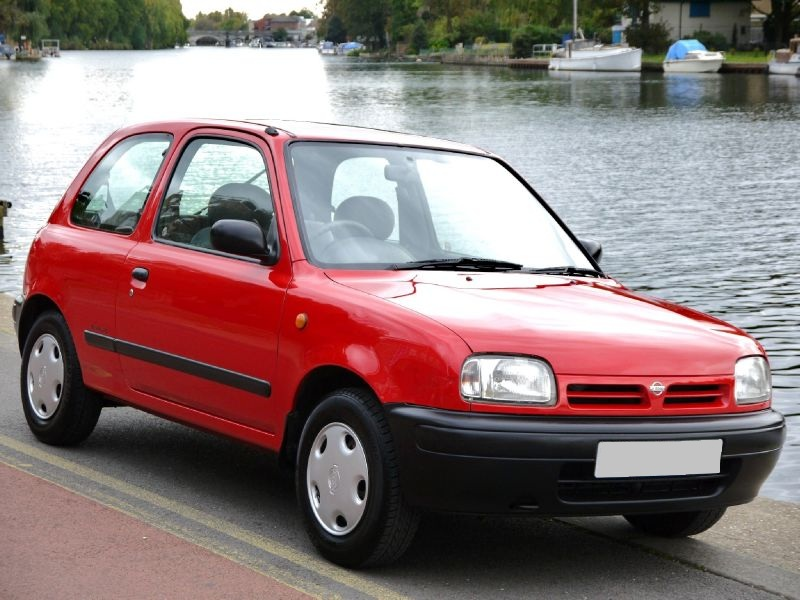
K11 3-deurs

## K12
De Nissan Micra K12, de derde generatie, kenmerkt zich door de opvallende koplampen, die iets uitsteken, waardoor de voorkant van de auto iets weg heeft van een kikker. Dit was ook de tweede wagen die op een platform staat dat gedeeld wordt met Renault.
De automaat-versie is uitgerust met een viertraps versnellingsbak.
Beschikbare motoren zijn in geval van benzine de 1200 cc van 65 of 80 pk, de 1400 cc van 88 pk en de 1600 cc van 110 pk. In het geval van diesel is er de 1500 cc dCi van 65 pk, en de 1500 cc van 82 pk. Er is aan het begin van de levering van de nieuwe Micra ook gedurende een korte tijd een 'actie'-auto geleverd met een 1000 cc motor die 55 pk leverde.

De uitvoering C+C (Coupé + Cabrio) kwam in 2006 op de markt. Deze is alleen te verkrijgen met de 1400 cc of de 1600 cc motor.

## K13

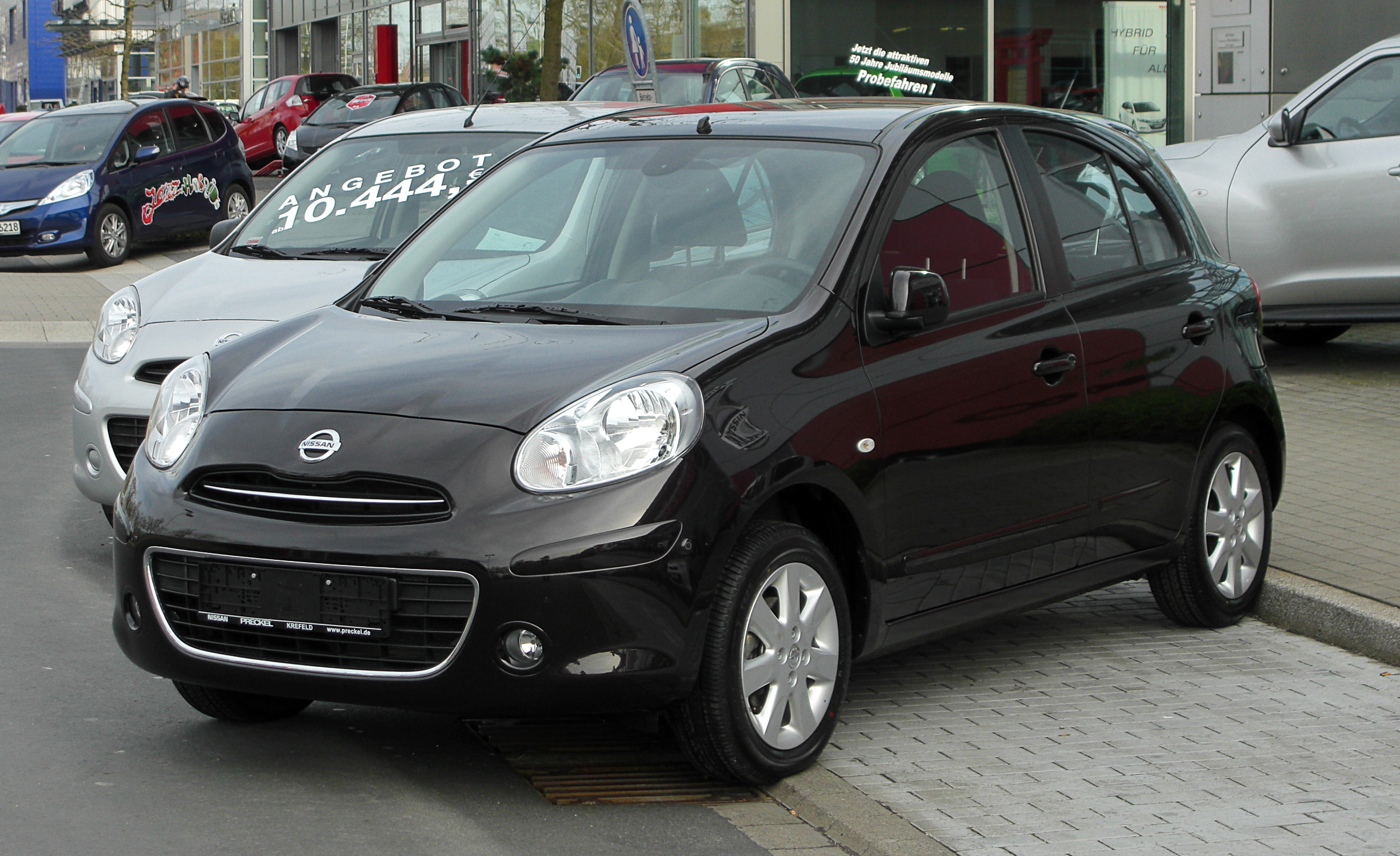

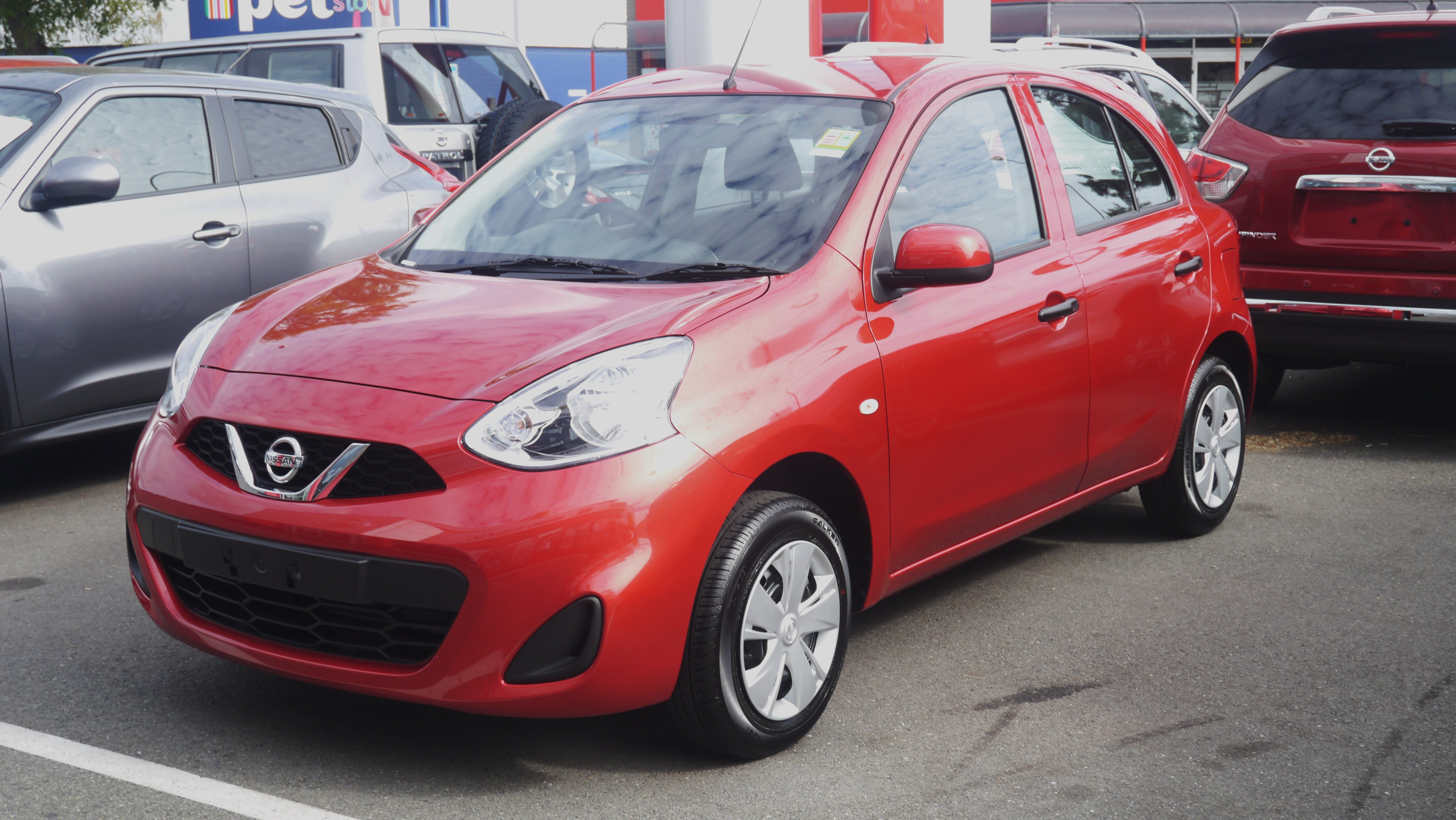
Facelift K13

De vierde generatie Nissan Micra, eerst W02A en later Nissan persberichten genoemd als K13, werd onthuld op 1 oktober 2009.
De Nissan Micra K13 werd onthuld op de 80e Internationale Autoshow van Genève.
Hij werd verkocht in meer dan 160 landen, waaronder Thailand vanaf maart 2010, India vanaf juli 2010, en Europa vanaf november 2010. Het was de eerste March / Micra die werd gebouwd in een Noord-Amerikaanse fabriek, hoewel deze generatie geen enkele verkoop had in de Verenigde Staten. De K13 was echter beschikbaar in Canada na de lente van 2014.
Het is gebaseerd op het nieuwe Type-V-platform met een nieuwe 1.2-liter HR12DE (XH5) 59 kW (79 pk) 108 N⋅m (80 ft⋅lbf), driecilindermotor (de eerste voor een March / Micra). Eind 2011 introduceerde Nissan de supercharged-versie van 1.2 (HR12DDR) die in Europa werd genoemd als Micra 1.2 DIG-S, andere motor zijn de 1.5 (HR15DE) en 1.6 (HR16DE) voor Zuid-Amerika, Azië en Australië. De auto zal naar verwachting zuinig zijn en 18 km aan een liter benzine leveren. Het nieuwe stationair stopsysteem zou naar verwachting het brandstofverbruik met 2,0 km / l verbeteren. Het heeft een variabele regeling van de spanning voor stroomopwekking met een dynamo (inclusief regeneratieve oplaadfunctie met remenergie). De wrijvingscoëfficiënt van Micra is slechts 0,32, wat gedeeltelijk wordt bereikt door de slanke daklijn, met een verhoogd achtereinde, dat de luchtstroom naar de achterzijden en andere elementen van de carrosserie die ontworpen zijn om de luchtweerstand te verminderen, zoals buitenspiegels, een grote voorspoiler en de configuratie van de onderkant. Een lichtgewicht dakpaneel helpt om het gewicht te houden tot 915 kg (2.017 lb). De auto is ontworpen om een uniseks-publiek aan te spreken, maar ziet er stijlvol en elegant uit voor de zware concurrentie.

In India werd de Micra aangeboden met een dieseleenheid: de 65 pk sterke 1.5 dCI K9K geproduceerd door Renault.
De Nissan Micra K13 wordt anno 2024 nog altijd in Mexico geproduceerd.

## K14
De vijfde generatie Micra, de K14, werd onthuld op de Autosalon van Parijs in 2016 en deelt hetzelfde platform als zijn voorganger, hoewel zowel zijn binnen- als zijn buitenkant volledig verschillend zijn. Zoals de meeste nieuwe supermini's is hij beschikbaar in tal van kleurenschema's. Nieuw op de K14 is een systeem genaamd trace control, dat onderstuur tegengaat door de remmen zachtjes in te zetten. Zijn motoren leent hij van de Renault Clio IV. Hij wordt aangeboden met een 1.5 turbodieselmotor van 90 pk en een 1.0 (turbo)benzinemotor (73, 100 of 110 pk). Deze vijfde generatie Micra is alleen in Europa en Zuid-Afrika verkrijgbaar. De verkoop in Europa begon in maart 2017. In Zuid-Afrika wordt de vijfde generatie Micra naast de vierde generatie Micra Active verkocht en begon de verkoop in juni 2018.
Huidige modellen Europa:
370Z ·
Ariya ·
Cabstar ·
Cube ·
GT-R ·
Interstar ·
Juke ·
Leaf ·
Micra ·
Murano ·
Navara ·
Note ·
NV200 ·
NV300 ·
NV400 ·
Pathfinder ·
Primastar ·
Qashqai ·
Townstar ·
X-Trail

Huidige modellen internationaal:
Altima ·
Armada ·
Bluebird ·
Caravan ·
Elgrand ·
Fuga ·
Maxima ·
NV ·
Patrol ·
Rogue ·
Sentra ·
Serena ·
Skyline ·
Skyline ·
Skyline Crossover ·
Sunny ·
Teana ·
Tiida ·
Titan ·
Xterra

Concepten:
Forum ·
Jikoo ·
Pivo ·
Urge

Uit productie:
100NX ·
200SX ·
300ZX ·
350Z ·
Almera ·
Almera Tino ·
Bluebird ·
Cedric ·
Cherry ·
Cima ·
Gloria ·
Kubistar ·
Laurel ·
Pixo ·
Prairie ·
Primera ·
Pulsar ·
Silvia ·
Stanza ·
Terrano ·
Vanette